# Route nationale 12 (Guinée)
Pour les articles homonymes, voir Route nationale 12.
La Route nationale 12 (N12) est une route nationale en Guinée, commençant à Koumbia à la sortie de la N23 et se terminant à Foulamory, près de la frontière bissau-guinéenne. Elle mesure 66 kilomètres de long.

## Tracé
- Koumbia
- Kamele
- Dombiadji
- Sanguia
- Foulamory